# Willem Drost

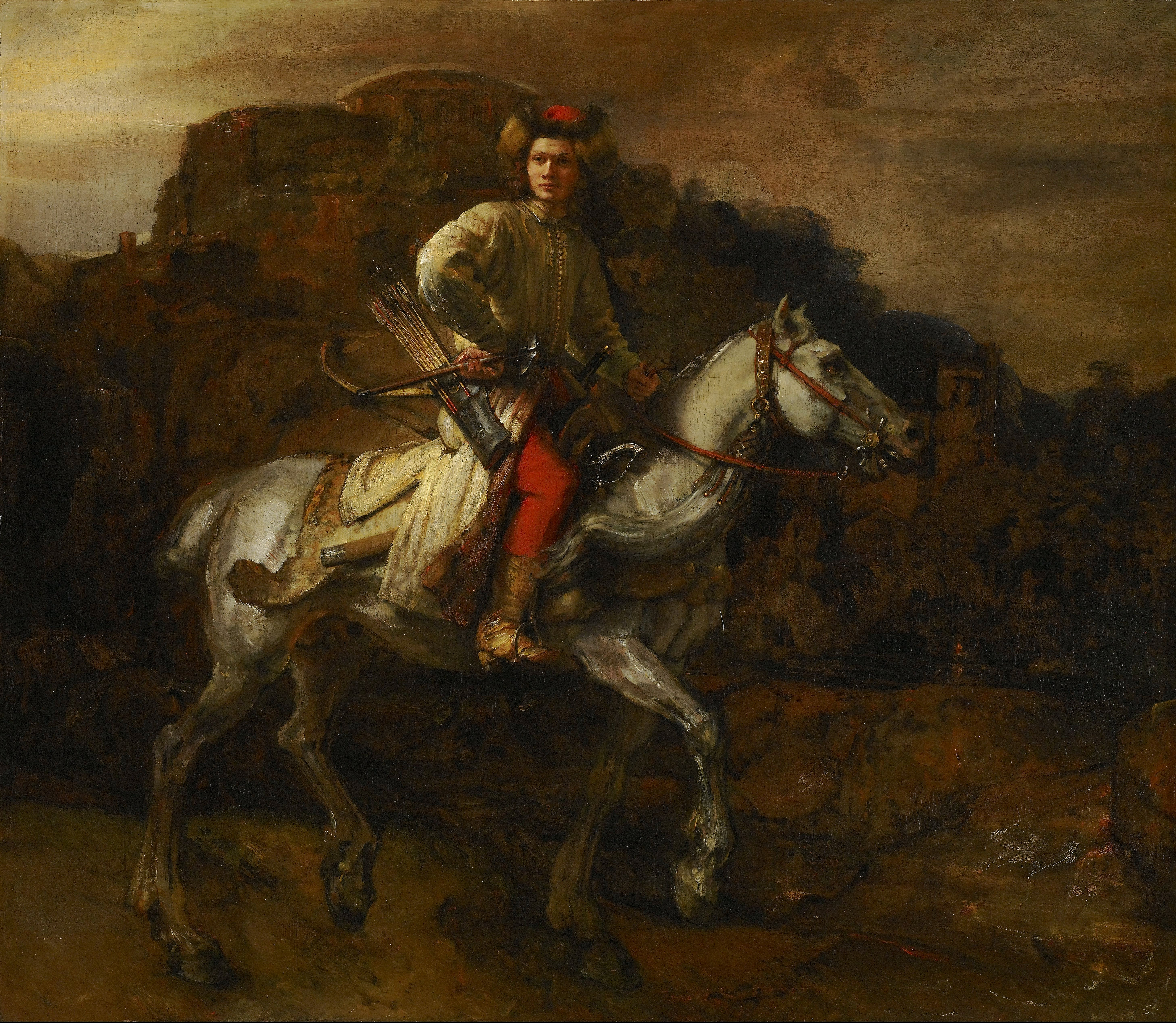
Jinete polaco (Colección Frick, Nueva York), obra tradicionalmente atribuida a Rembrandt. Algunos historiadores consideran que fue pintada por Drost.

Willem Drost (¿Ámsterdam?, bautizado el 19 de abril de 1633 - Venecia, enterrado el 25 de febrero de 1659) fue un pintor y grabador de la Edad de Oro neerlandesa, apreciado por sus retratos y por sus pinturas de historia. Se conservan muy pocas de sus obras y su figura está estrechamente relacionada con la de su maestro, Rembrandt. Fue uno de los artistas biografiados por Arnold Houbraken.

## Biografía
Hacia 1650, según Houbraken, fue alumno de Rembrandt, con quien llegó a tener una intensa relación laboral. Drost pintó escenas históricas y bíblicas para su maestro, así como retratos y otras obras. Entre ellas, destaca su Betsabé recibe la carta de David (1654) inspirada en la Betsabé en el baño de su maestro, pintada ese mismo año. Ambas obras se conservan en el Museo del Louvre de París. Algunas de las obras que salieron del taller de Rembrandt durante este periodo y que tradicionalmente se atribuían al maestro holandés se considera ahora que fueron pintadas con una aportación grande de sus alumnos y socios, entre otros, de Willem Drost. Una de estas pinturas es el Jinete polaco (Colección Frick, Nueva York), que según el investigador Josua Bruyn (miembro del Rembrandt Research Project, RRP) parece ajustarse mejor al estilo de Drost que al de Rembrandt, aunque algunos historiadores (como Simon Schama o Ernst von Wetering) siguen sosteniendo la autoría de Rembrandt y otros aprecian la colaboración de varias manos en las distintas partes del cuadro.
Otro caso es el del Retrato de mujer joven con sus manos cruzadas sobre un libro (datado hacia 1653) de la Galería Nacional de Londres, atribuido a Rembrandt hasta que se demostró que la firma era falsa. El análisis estilístico de la obra ha llevado a los investigadores a adjudicar su autoría a Willem Drost.
A mediados de la década de 1650, de nuevo según Houbraken, Drost se trasladó a Italia. Trabajó en Roma y después colaboró con el artista alemán Johann Carl Loth en una serie de cuadros (actualmente perdidos) sobre los Cuatro evangelistas, realizados en Venecia, ciudad en la que Drost murió en 1659.

## Obras

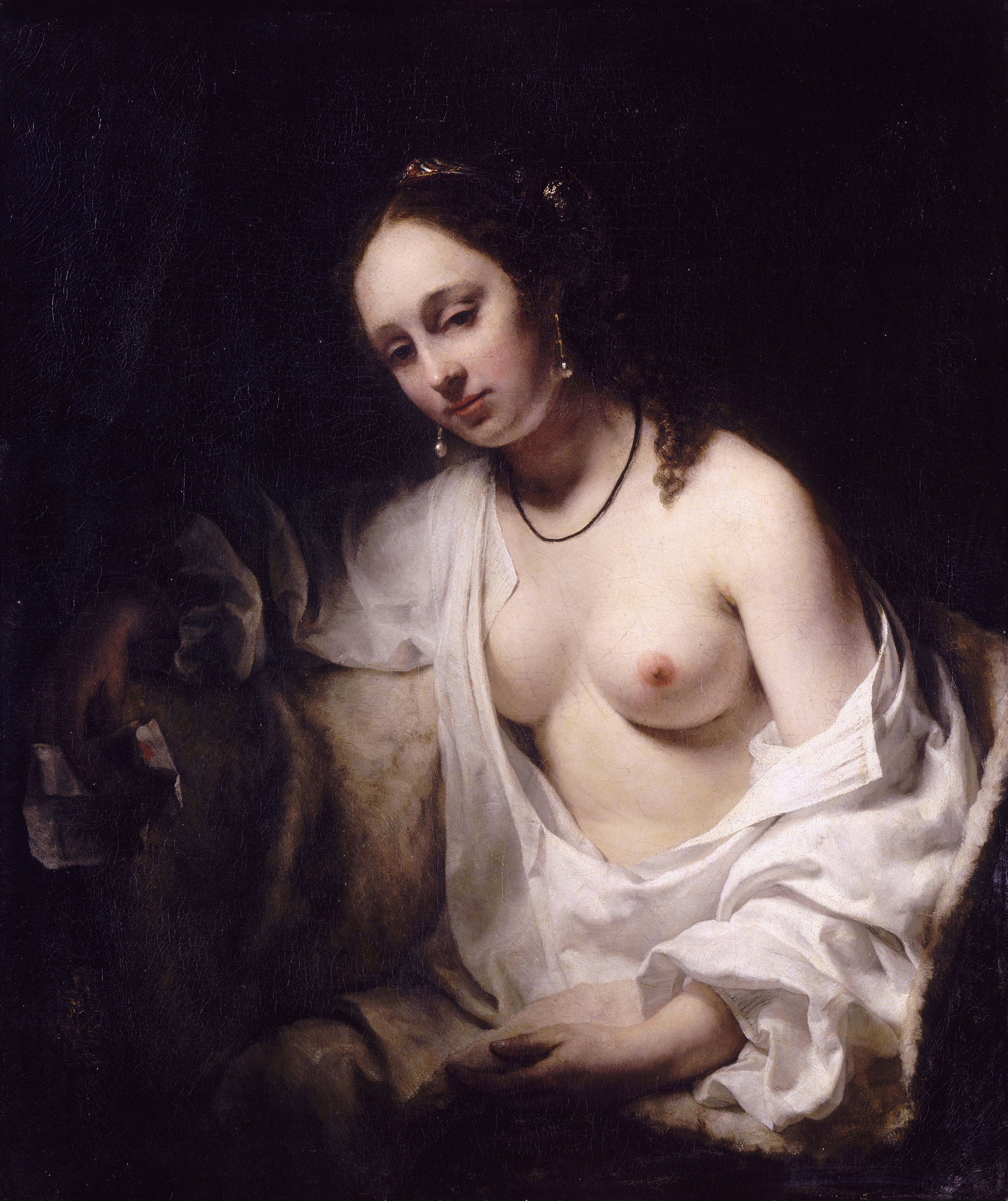
Betsabé recibe la carta de David (1654) de Willem Drost. Museo del Louvre, París.

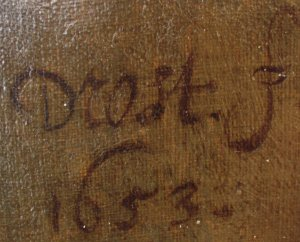
Firma de Willem Drost en el Retrato de una dama (1653), Museo Bredius, La Haya.

- 1651: Ruth y Noemí, Museo Ashmolean, Oxford. Por los dibujos preparatorios que se conservan en Dresde, se cree que este cuadro originalmente era mayor y que se le ha seccionado su parte derecha.[8]
- 1652: Autorretrato.
- 1653: Retrato de un hombre (¿autorretrato?), Museo Metropolitano de Arte, Nueva York.[9]
- 1653: Retrato de una dama, Museo Bredius, La Haya. Este cuadro formaba pareja con el Retrato de un hombre del Museo Metropolitano de Nueva York.[10]
- 1653: El filósofo, Galería Nacional de Washington.
- c. 1653: Retrato de mujer joven con sus manos cruzadas sobre un libro, Galería Nacional de Londres.
- c. 1654: Retrato de mujer joven con vestido de brocado, Colección Wallace, Londres. Este cuadro llevaba una firma falsa de Rembrandt que fue retirada en 1976.[11]
- c. 1654: Retrato de hombre joven, Museo Nacional de Arte de Cataluña, Barcelona.[12]
- c.1654: Retrato de un hombre que hojea un libro, Museo del Louvre, París. Esta obra también fue atribuida a Rembrandt.[13]
- c.1654: Busto de hombre con gran sombrero, Galería Nacional de Irlanda, Dublín. En una restauración de esta obra en 1982 se descubrió la firma de Drost, lo que permitió atribuirle otras obras de comienzos de la década de 1650 que tradicionalmente se adjudicaban a Rembrandt o a algún asistente desconocido.[14]
- 1654: Retrato de un oficial con boina roja, David Findlay Jr. Fine Art Gallery, Nueva York.
- 1654: Betsabé recibe la carta de David, Museo del Louvre, París.[15]
- 1655: Flautista, colección privada, Alemania.
- c.1655: Autorretrato como Juan el Evangelista, Colección de Alfred Bader, Milwaukee (Estados Unidos).[16]
- c.1656 Hombre joven con flauta, colección privada.
- c.1657: Timoteo y Lois, Museo del Hermitage, San Petersburgo. El cuadro representa a Lois enseñando a leer a su nieto Timoteo.[17]
- c.1658: Niño con flauta dulce, Galleria Palatina (Palacio Pitti), Florencia.
- c.1659: Mercurio y Argos, Gemäldegalerie Alte Meister, Dresde.

### Obras de atribución dudosa o discutida
- [datación incierta]: El centurión Cornelio (o, quizás, El siervo despiadado). En la Colección Wallace este cuadro se atribuye actualmente a un seguidor de Rembrandt (sin especificar el autor concreto) y se señala la incertidumbre sobre su tema. Algunos consideran que se trata de la historia del centurión Cornelio (Hechos de los Apóstoles, 10) o la parábola del siervo despiadado (Mateo, 18).[18] Como en otros casos, también estuvo atribuida a Rembrandt.[19]
- c.1659: San Mateo y el ángel, Museo de Arte de Carolina del Norte, Raleigh (Estados Unidos). No hay acuerdo entre los especialistas en Drost sobre si esta obra es de su autoría.[20]
- c.1659: Abraham expulsa a Agar y a Ismael, colección del College Guilford, Greensboro (Carolina del Norte), (Estados Unidos). Se considera una copia de un original de Drost.[21]